# 涅槃会

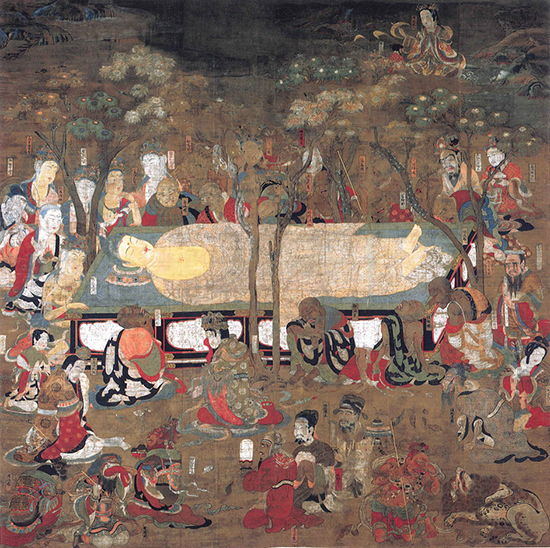
涅槃図を掲げて供養する

涅槃会（ねはんえ）は、涅槃講や涅槃忌とも称し、陰暦2月15日、釈迦の入滅の日に、日本や中国などで勤修される、釈迦の遺徳追慕と報恩のための法要である。現在では、3月15日に行なわれているところもある。

## 概要
涅槃とは、迷妄のなくなった心の境地を指す言葉であったが、この場合には、釈迦が亡くなったという意味で用いられている。
実際には、釈尊が入滅した月日は不明であり、南伝仏教ではヴァイシャーカ月の満月の日（ウェーサーカ祭）と定められている。ヴァイシャーカ月が、インドの暦では第2の月であることから、中国で2月15日と定めたものである。
法要中は、釈迦が娑羅双樹の下で涅槃に入った際の、頭を北にして西を向き右脇を下にした姿で臥し、周囲に十大弟子を始め諸菩薩、天部や獣畜、虫類などまでが嘆き悲しむさまを描いた仏涅槃図（涅槃図）を掲げ、『仏遺教経』を読誦することとなっている。仏涅槃図の絵解きを行うところもある。平安時代には、山階寺の涅槃会がとりわけ有名であり、常楽会（じょうらくえ）とも称されており、『三宝絵』の中でも「年中主要法会」の一として記されている。